# 東海大学マイクロ・ナノ研究開発センター
東海大学マイクロ・ナノ研究開発センター（とうかいだいがくまいくろ・なのけんきゅうかいはつせんたー、英称：Micro/Nano Technology Center, Tokai University）は、東海大学で生体材料やその関連機器（細胞培養装置や極細注射針など）の開発を行う研究機関。所属研究者は16人。文部科学省の平成26年度私立大学戦略的研究基盤形成支援事業に採択されたプロジェクト「高分子超薄膜から創成する次世代医用技術」（代表者=理学部・喜多理王教授）の研究拠点。

## 施設と研究内容
2015年1月16日に開設された。センターは細胞培養室とクリーンルーム、恒温恒湿室、化学実験室が田の字型に配置された実験エリアと、研究者同士の日常的な議論の場としてだけでなく、講演会なども開けるコミュニケーションエリアで構成されている。厚さ100ナノメートル以下の高分子超薄膜に着目し、今後5年間をかけて新たな機能性薄膜の創成から応用方法の確立、医療分野への応用までを多角的に手がけていくことが目的で、理学部と工学部、医学部の中堅・若手教員らが参加している。
「創る」「試す」「知る」の3チームで構成されており、高分子超薄膜の創製研究を軸に、次世代医用技術の構築を目指す。

### 「創る」
任意の高分子を超薄膜(膜厚が100ナノメートル以下)に加工すると、ナノ厚特有の高接着性が発現する。これは貼りたい界面凹凸に追従し、接着剤無しで濡れた界面(臓器など)に貼付けできる。本チーム「創る」では、化学・工学の知を結集させ、新規超薄膜の設計・創製を行う。「面を持つ構造」ならではの、ユニークな物性を持つ高分子超薄膜を医用要素技術として提供していく。

### 「試す」
本チーム「試す」では、医学・理学・工学の知と技を結集させ、疾患モデル構築と高分子超薄膜の生体効能評価を行う。たとえば、高分子超薄膜を細胞接着制御基材として活用し、神経変性疾患モデルを構築し、超薄膜のin vitro評価系として欠陥モデルを構築する。またin vivo評価系としてマウス実験系を確立し、高分子超薄膜の医用材料としての機能評価を実施する。

### 「知る」
高分子超薄膜を医用材料として用いる際には、超薄膜と細胞との接触が想定される。本チーム「知る」では、生化学的手法と分子遺伝学的手法を用いて超薄膜と細胞の相互作用を評価する。同時に、高分子超薄膜の高機能化のためには高分子そのものの基礎物性を知ることが不可欠であることから、高分子キャラクタリゼーション、レオロジー的解析、さらにバルクな熱物性や力学物性の解析を行う。